# Elassogaster floresana
Elassogaster floresana är en tvåvingeart som beskrevs av Willi Hennig 1941. Elassogaster floresana ingår i släktet Elassogaster och familjen bredmunsflugor. Inga underarter finns listade i Catalogue of Life.